# 長渕剛 RUN FOR TOMORROW 〜明日に向かって〜
『長渕剛 RUN FOR TOMORROW 〜明日に向かって〜』（ながぶち・つよし・ラン・フォー・トゥモロー・あしたにむかって）は東日本大震災復興支援のシリーズ番組として2011年4月から9月まで6か月間、毎週1回・55分ないしは1時間放送されたラジオ番組。

## 概要
2011年3月11日の東日本大震災、及び東京電力福島第一原子力発電所の事故で、東北地方を中心に甚大な被害が問題になった。これを受けて長渕剛はリスナーの声を通して、人と人、人と心のつながりで震災からの復興をPRしようと願い、自衛隊慰問ライブや被災地の訪問などを展開するとともに、このキャンペーンシリーズ番組の放送を企画した。
内容は長渕の曲を交えた、リスナーからのメール紹介、被災地の災害対策本部員や地元局パーソナリティとの現状対談。進まない国の復興政策に対して怒りの雄叫びを上げる事もある。石原慎太郎の「津波は天罰」発言に対しても「ふざけるな!東北の人がいったい何をした!」と怒鳴った。
当初は東北地方を中心とした被災地域の県域放送（特にFM）とコミュニティ放送にネットして放送を開始したが、その後この趣旨に協賛するほかの地域の放送局にもネットとして加わるようになった。県域FM15、コミュニティ4、県域中波5の全国24局ネットで放送されていた。過去の放送は公式サイトから聴取可能。
エンディングでは「じゃあ、また連絡するから。」と締める。
長渕剛の出演は、第23回で終了し、その後は今まで放送を再編集した総集編という形で第26回までオンエア（第24回から第26回までのパーソナリティは、島村仁が担当）。第26回（9月29日オンエア）で番組終了。

## ネットしている放送局
概要にもあるとおり、FM・AM・コミュニティFMといった放送局の枠やネットワークの系列を越えたネットを行っている（いわゆる番組販売）。東日本大震災にともない開設された臨時災害放送局にも無償で番組素材が提供された。
この番組は、関西地方・中国地方は全域にネットしている。また被災地になった東北地方および四国地方のほぼ全域をネットしている他、関東地方もベイエフエムを聴取できる場合、理論上ほぼ全域でネットしていることになる。九州地方も佐賀県・長崎県・大分県・熊本県以外にネットしている。ただ、中部地方に関しては、FM PORT以外ネットしておらず、東海地方・北陸3県・甲信地方ではAMでの遠距離受信に頼らざるを得ない状況である。ただし聴取できない地域は、auのLISMO WAVEでネットしているFM局（コミュニティFM局除く）から聴取できる他、期間限定でradiko復興支援プロジェクトに参加しているFM局から聴取が可能である。
なお、放送局順は北から南に記載。
| 放送地域      | 放送局       | 放送時間           | 放送形態 | 放送系列       | 備考                     |
| ------------- | ------------ | ------------------ | -------- | -------------- | ------------------------ |
| 北海道        | STVラジオ    | （日）26:00～27:00 | AM       | NRN            | -                        |
| 青森県        | エフエム青森 | （日）20:00〜20:55 | FM       | JFN            | -                        |
| 岩手県        | エフエム岩手 | （日）20:00〜20:55 | FM       | JFN            | -                        |
| 宮城県        | Date fm      | （金）21:00〜21:55 | FM       | JFN            | -                        |
| 福島県        | ふくしまFM   | （日）20:00〜20:55 | FM       | JFN            | -                        |
| 茨城県        | FMぱるるん   | （金）21:00～22:00 | FM       | コミュニティFM | 対象エリアは水戸市周辺   |
| 茨城県        | FMかしま     | （金）19:00～20:00 | FM       | コミュニティFM | 対象エリアは鹿嶋市周辺   |
| 茨城県        | ラヂオつくば | （日）21:00～22:00 | FM       | コミュニティFM | 対象エリアはつくば市周辺 |
| 茨城県        | FMひたち     | （土）22:00～22:55 | FM       | コミュニティFM | 対象エリアは日立市周辺   |
| 千葉県        | ベイエフエム | （木）22:00〜23:00 | FM       | 独立局         | -                        |
| 栃木県        | RADIO BERRY  | （日）19:00〜19:55 | FM       | JFN            | -                        |
| 新潟県        | FM PORT      | （日）19:00〜20:00 | FM       | 独立局         | -                        |
| 関西広域圏    | 毎日放送     | （日）25:30～26:30 | AM       | JRN・NRN       | 2011年7月放送開始        |
| 島根県 鳥取県 | V-air        | （土）26:00～27:00 | FM       | JFN            | -                        |
| 岡山県        | エフエム岡山 | （土）24:00～24:55 | FM       | JFN            | -                        |
| 広島県        | 広島FM       | （月）28:00〜28:55 | FM       | JFN            | -                        |
| 山口県        | エフエム山口 | （土）20:00〜20:55 | FM       | JFN            | -                        |
| 徳島県        | 四国放送     | （月）20:00〜21:00 | AM       | JRN・NRN       | -                        |
| 香川県        | 西日本放送   | （金）23:00〜24:00 | AM       | JRN・NRN       | -                        |
| 愛媛県        | JOEU-FM      | （土）26:00〜26:55 | FM       | JFN            | -                        |
| 福岡県        | 九州朝日放送 | （日）25:05〜26:05 | AM       | NRN            | -                        |
| 宮崎県        | JOY FM       | （月）20:00〜20:55 | FM       | JFN            | -                        |
| 鹿児島県      | μFM          | （日）24:00〜24:55 | FM       | JFN            | -                        |
| 沖縄県        | エフエム沖縄 | （日）21:00〜22:00 | FM       | JFN            | -                        |